# 想い出の樹の下で
「想い出の樹の下で」（おもいでのきのしたで）は、1977年1月25日にビクター音楽産業（現：JVCケンウッド・ビクターエンタテインメント）からリリースされた岩崎宏美の8枚目のシングル。

## 概要
A面の曲名は当初、作詞した阿久悠が「想い出の樹の下で」、ディレクターの笹井一臣（元ヴィレッジ・シンガーズ）が「想い出の樹の下を」を推して対立したが、最終的には阿久の意見が通り「想い出の樹の下で」となった。
B面の「わたしの1095日」は、1999年発売の筒美京平作品のセルフカバー･アルバム『Never Again 〜許さない』にニュー･バージョンとして「想い出の樹の下で」と共に収録されており、その当時のライブでも歌われていた。

## 収録曲
- 両楽曲共に、作詞：阿久悠／作曲・編曲：筒美京平

1. 想い出の樹の下で（3分35秒）
2. わたしの1095日（3分26秒）